# Muzaiko
Muzaiko es una emisora de radio que transmite íntegramente en idioma esperanto las 24 horas del día por internet.

## Historia
En abril de 2011 surgieron las primeras ideas sobre el proyecto durante el Congreso Británico de Esperanto entre personas de diferentes países con los mismos objetivos: crear una emisora en esperanto que emitiese programación las 24 horas del día. El grupo de colaboradores creció rápidamente y se eligió el nombre Muzaiko para la radio. La palabra Muzaiko es una combinación de las palabras "muziko" (música) y "mozaiko" (mosaico), lo cual queda reflejado en el logo y en su programación que dedica gran parte de su tiempo a la divulgación de la música en esperanto. La radio usa provisionalmente los servicios de Radionomy, red con varias radios en línea a cambio de publicidad y desde el 1 de julio Muzaiko transmite sus emisiones aunque se baraja la posibilidad de trasladarse a un sitio propio.
El 9 de abril de 2022, Muzaiko finalizó sus transmisiones por Shoutcast, su principal señal.

## Equipo
El proyecto está hecho por jóvenes esperantistas de diferentes países, los cuales contribuyen mediante internet. Los asuntos son tratados en foros, uno principal y otros secundarios, y ocasionalmente se realizan encuentros virtuales en skype y algún que otro encuentro real en los encuentros esperantistas. El equipo no está cerrado y activamente busca nuevos voluntarios mediante los medios esperantistas para incrementar su programación y mejorar la calidad de los contenidos.

## Programa
Desde el 3 de octubre de 2011 se repite un bloque de programas con duración aproximada de 3 horas, del cual una hora consiste en nuevos programas. La radio hasta la fecha transmite música, noticias internacionales cada una hora completa, entrevistas, charlas con esperantistas conocidos y publicidad de Esperantujo; y también se retransmiten fragmentos de podcasts en esperanto de otros grupos o individuos.